# Ahmet Ümit

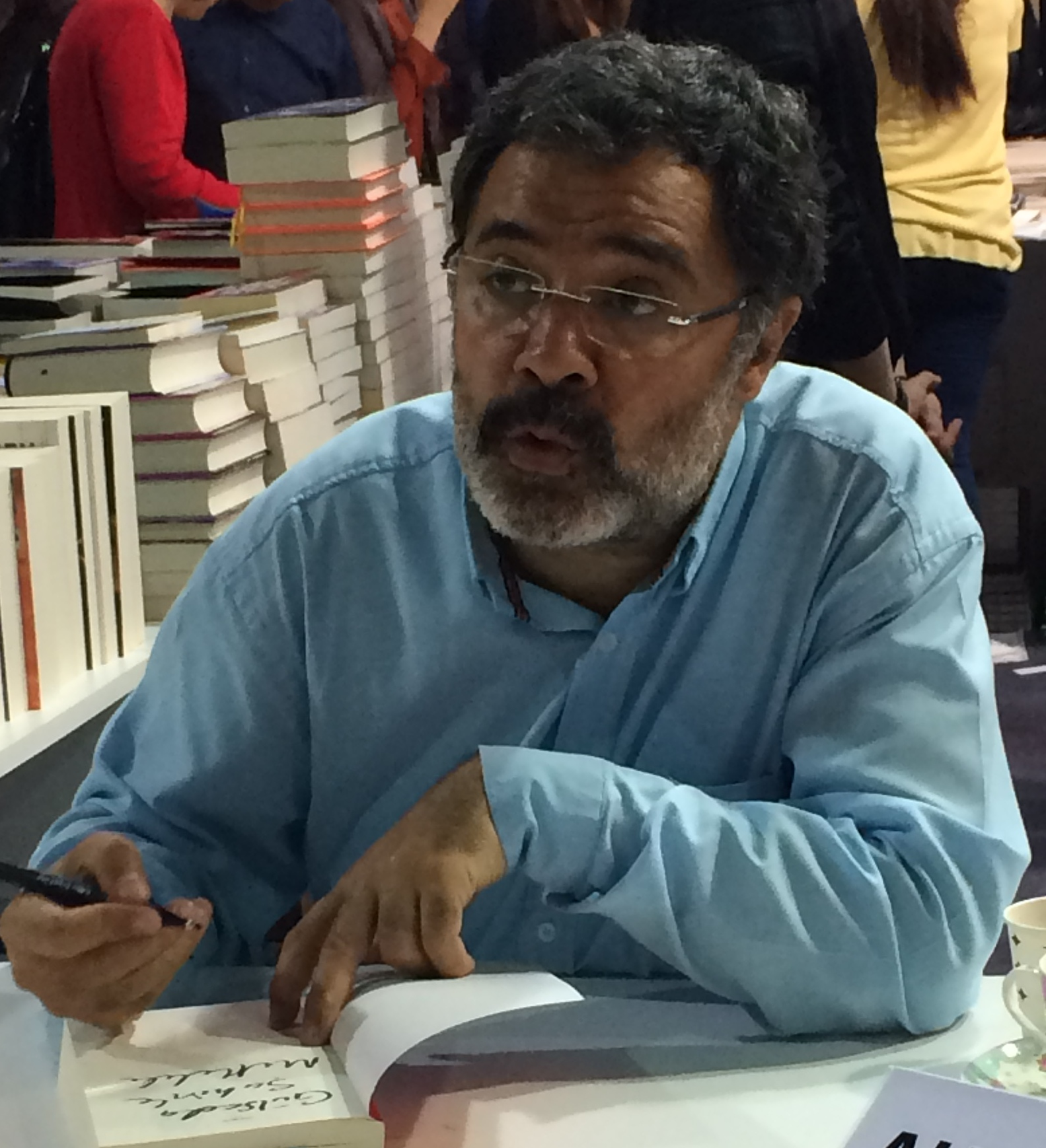
Ahmet Ümit, 2016

Ahmet Ümit (1960 en Gaziantep) es un escritor turco. Ha publicado varios thrillers así como poesía, numerosos relatos cortos y cuentos de hadas. También escribió ensayos sobre Franz Kafka, Fyodor Dostoevsky, Patricia Highsmith y Edgar Allan Poe,entre otros.
Ümit nació en la ciudad de Gaziantep, en el sureste de Turquía. A la edad de 14 años comenzó a participar políticamente, y hasta sus veintinueve años fue miembro del Partido Comunista de Turquía, por entonces ilegal según la ley turca. Estudió entre  1985 y 1986, en la Academia de Ciencias Sociales de Moscú, ACSM.
Su primera novela traducida al español ha sido «La tumba negra» (título original Patasana, 2002) en el año 2008.

## Obras
- 2010: Istanbul Hatirasi (Requiem por Estambul, Ed. La trama, México, 2016, )
- 2004: Ask köpekliktir
- 2003: Beyoglu Rapsodisi (Rapsodia Beyoglu)
- 2002: Kukla (Marioneta)
- 2002; Patasana (La tumba negra, Ed.Urano, Barcelona, 2008, ISBN 9748492801350)
- 2002: Şeytan Ayrıntıda Gizlidir
- 1999: Agahta'nın Anahtarı
- 1998: Kar Kokusu
- 1996: Sis ve Gece
- 1995: Masal Masal İçinde
- 1994: Bir Ses Böler Geceyi
- 1992: Çıplak Ayaklıydı Gece